# Cratere Jókai
Jókai  è un cratere sulla superficie di Mercurio.